# 富士町 (静岡県)
富士町（ふじちょう）は静岡県の東部、富士郡に属していた町である。発足当時の名称である加島村（かじまむら）についても本項で記す。

## 地理
- 河川：富士川、潤井川

## 歴史

### 沿革
- 1889年（明治22年）4月1日 - 町村制の施行により、下横割村、上横割村、十兵衛村、水戸島村、森島村、森下村、蓼原村［大部分］、宮下村、五味島村［大部分］、平垣村、本市場村、本市場新田、松本村［大部分］、長通村、中島村、柚木村［大部分］、岩本村［一部］、松岡村［一部］、依田原新田［一部］、永田村［一部］、富士川新田［一部］、五貫島村［一部］、青島村［一部］が合併して加島村が発足。
- 1929年（昭和4年）8月1日 - 加島村が町制施行のうえ改称して富士町となる。
- 1954年（昭和29年）3月31日 - 田子浦村、岩松村と合併して富士市が発足。同日富士町廃止。

## 行政

### 歴代町長
特記なき場合『静岡県歴史人物事典』による。
| 代               | 氏名             | 就任             | 退任             | 備考             |
| 加島村長（官選） | 加島村長（官選） | 加島村長（官選） | 加島村長（官選） | 加島村長（官選） |
| ---------------- | ---------------- | ---------------- | ---------------- | ---------------- |
|                  | 不詳             |                  |                  |                  |
| 富士町長（官選） |                  |                  |                  |                  |
| 1                | 時田弘太郎       | 1929年8月        |                  |                  |
| 2                | 松永安衛         | 1933年2月        |                  |                  |
| 3                | 笠井勘三郎       | 1939年8月        |                  |                  |
| 4                | 岩間芳雄         | 1943年8月        |                  |                  |
| 5                | 松永安衛         | 1946年4月        |                  |                  |
| 富士町長（公選） |                  |                  |                  |                  |
| 6                | 鈴木長太郎       | 1947年4月        |                  |                  |
| 7                | 遠藤脩治         | 1951年4月        | 1954年3月31日    | 廃止             |

## 交通

### 鉄道路線
- 日本国有鉄道
  - 東海道本線
    - 富士駅

  - 身延線
    - 富士駅 - 本市場駅（現柚木駅） - 竪堀駅

後に開業する東海道新幹線の新富士駅は隣の田子浦村の旧村域に所在。